# Paul Niclausse
Paul François Niclausse fue un escultor francés, nacido en Metz el 26 de mayo de 1879  y fallecido en París en 1958 , conocido por sus medallas en bronce de estilo  Art déco.

## Datos biográficos
Alumno de Hubert Ponscarme y de Gabriel-Jules Thomas en la École nationale supérieure des beaux-arts de París. Profesor en la Académie Julian del escultor sueco Gunnar Nilsson. Fue nombrado profesor de la École nationale des arts décoratifs en 1930, entre sus alumnos en la escuela se encuentra el escultor Claude Bouscau y Gérard Lanvin. Fue también profesor de la Escuela superior de Bellas Artes también en París, contando entre sus alumnos Louis Chavignier, François Aubrun, Pierre Nocca y la escultora Alina Szapocznikow.
Fue elegido miembro de la Academia de Bellas Artes  de Francia en 1943 hasta su muerte en 1958 , dejando el sillón número 1 a Paul Belmondo. 
Recibió la Legión de Honor. Una calle en Pommeuse lleva el nombre del escultor.
En 1966 de presentó una exposición colectiva en el Museo de la moda de París con obras de los pintores Georges Cheyssial, Alfred Giess, Willem van Hasselt, y de Paul Niclausse.

## Obras
Entre las mejores y más conocidas obras de Paul Niclausse se incluyen las siguientes:
- Estatua de Lamartine de 1951 en Auteuil;[4]
- La Primavera - Le Printemps de  1937 en el Palacio de Chaillot de París;;[5]
- El monumento a los muertos de estilo Art déco, inaugurado en 1935, en la place Galliéni de Metz, ( ). Esta obra monumental representa a una madre  sentada , seria, con los ojos cerrados y con su hijo desnudo sobre las rodillas a : se trata de la interpretación seglar de un Piedad;[6]
- El monumento a los muertos de Pommeuse en Seine-et-Marne. el escultor vivió en esta población;[7]
- Estatua de Ludovic de Solages (1932), de bronce,  en Carmaux ;

La mayor parte de sus obras se encuentran conservadas en el Museo Despiau-Wlérick de escultura de la Villa de Mont-de-Marsan , instalado en el Donjon Lacataye. también pueden verse obras suyas en los museos de Bellas Artes de Lyon y Burdeos, en el Museo Rodin de París, y en el museo de arte moderno y contemporáneo de 
Estrasburgo ; 

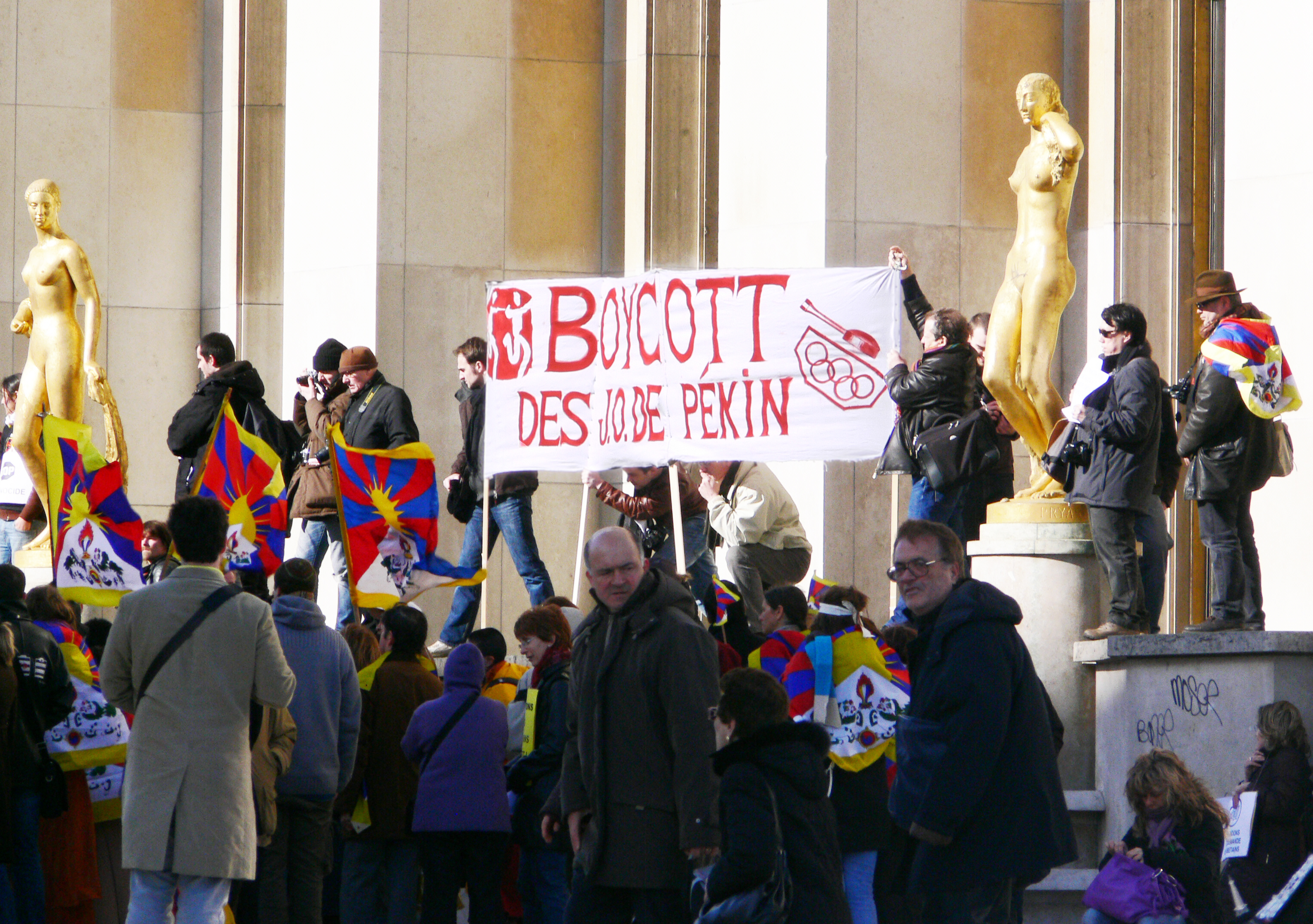
Estatua de La Primavera, rodeada por los manifestantes en contra de los Juegos Olímpicos de Pekín (a la derecha de la imagen , junto a la Flora de Marcel Gimond)